# Ricky Shayne
Ricky Shayne (* 4. Juni 1944 in Kairo als George Albert Tabett; † 8. November 2024 in Berlin) war ein französisch-libanesischer Schlagersänger, der in den 1960er und 1970er Jahren auch im deutschsprachigen Raum erfolgreich war.

## Leben
Ricky Shayne, Sohn eines Libanesen und einer Französin, wuchs im Libanon auf und kam als 15-Jähriger mit seiner Mutter nach Paris, wo er zwei Jahre Gesang studierte.  Später ließ sich Ricky Shayne in Italien nieder, wo er erste Erfolge als Sänger hatte. 1965 landete er dort einen Top-Ten-Hit mit Uno dei Mods. Für Stanotte erhielt er eine Goldene Schallplatte.
Durch seine Mitwirkung in dem Spielfilm Siebzehn Jahr, blondes Haar im Jahr 1966 mit Udo Jürgens kam er nach Deutschland. Hier nahm er 1967 seine erste Platte in deutscher Sprache auf: Ich sprenge alle Ketten gelangte sofort in die Charts. Giorgio Moroder und Michael Holm, die zwei Jahre später ihren Durchbruch hatten, schrieben Musik und Text. Auch infolge seines äußeren Erscheinungsbilds wurde Ricky Shayne zu einem Liebling der Teenager.
1969 platzierten sich weitere Titel Shaynes im Mittelfeld der Charts: Das hat die Welt noch nicht gesehn, Es wird ein Bettler zum König und Ich mache keine Komplimente. 1971 hatte er schließlich seinen größten Erfolg mit dem Titel Mamy Blue der Pop Tops, den er auf Deutsch und Englisch neu einsang. Mit beiden Versionen war er in mehreren Hitparaden erfolgreich und kam z. B. bei der ZDF-Hitparade zweimal auf Platz eins. Im selben Jahr verkörperte er in der Filmkomödie Hurra, wir sind mal wieder Junggesellen! den Hippie Ricci Sporetti.
Die folgenden Aufnahmen waren dann nur noch Achtungserfolge, und Shayne war jahrelang nicht mehr auf der Schlagerbühne zu sehen. Er spielte jedoch 1975 noch in der Folge Kalkutta der Fernsehkrimiserie Derrick mit. Dann wanderte er in die USA aus, um dort eine neue Karriere zu beginnen. Später war er gelegentlich noch in verschiedenen Oldie-Sendungen im deutschen Fernsehen zu sehen.
1989 feierte er ein kleines Comeback, als er mit Dieter Bohlen den Song Once I’m Gonna Stay Forever für die ZDF-Serie Rivalen der Rennbahn aufnahm. Das Lied wurde sowohl als Single als auch auf dem Soundtrack-Album zur Serie veröffentlicht. Der Soundtrack wurde zum erfolgreichsten Album zu einer deutschen Fernsehserie. Neben der Single nahm Shayne eine alternative Version des Titels Samuraj auf, der ursprünglich von Nino de Angelo stammte.
Shayne war ab den 1980er Jahren verheiratet und hatte mit seiner Frau zwei Kinder. 1984 verkauften Shayne und seine Frau selbst entworfene Mode in einem Geschäft in Düsseldorf. Er betrieb zwischenzeitlich einen Kiosk im Düsseldorfer Stadtteil Flingern, den er 2010 nach eineinhalb Jahren aber wieder aufgab. Als Hobby malte und zeichnete Shayne. Er hatte 2009 in Düsseldorf eine Ausstellung mit Grafiken unter dem Titel Ricky Shayne. The Outsider. 
Im 2012 erschienenen Fernsehfilm Und weg bist du spielt Shayne eine kleine Gastrolle als Straßenmusiker.
Die Dokumentation Shayne von Stephan Geene feierte ihre Premiere als sechsteilige Miniserie während der Berlinale 2019 in der Reihe forum expanded. Shaynes Söhne Tarek Shayne Tabet und Imran Shayne Tabet verkörpern darin in Spielszenen ihren Vater. „Die Begegnung mit dem nervösen, kantigen Ricky Shayne, heute 72, Überlebender seiner eigenen Star- und BRAVO-Geschichte (die BRAVO widmete ihm alleine zwei Starschnitte), führt Geene auf sehr unterschiedlichen Wegen herbei: unter anderem mit Shaynes Söhnen Tarek und Imran, beide so alt wie Ricky in seiner Berliner Zeit und ihm wie aus dem (damaligen) Gesicht geschnitten.“ (Katalogtext) Zusätzliche Musik stammt von Justus Köhncke, Volker Sattel führte die Kamera.
Ansatzpunkt für den Regisseur war der enorme Effekt, den Shayne auf ihn als damals Zehnjährigen ausgeübt hat: „Ricky Shayne hat mir etwas gegeben, was der Abenteuerspielplatz nicht zu bieten hatte. Was es war, ist schwer zu sagen, deshalb ist dieser Film entstanden. Shayne war für mich als Kind einmal ein Identifikationsgebot – ein Einblick ins Erwachsenenleben. Das Männliche und Weibliche vermischte sich bei Shayne so eigenartig. Und speziell Mamy Blue erzählte von Verlassenheit, da konnte ich mitfühlen. Ganz ernsthaft mitfühlen, denn den Warencharakter des Schlagers hat man als Kind natürlich nicht durchschaut.“
2021 hatte Shayne seinen letzten größeren öffentlichen Auftritt in der von Thomas Gottschalk moderierten ZDF-Fernsehsendung 50 Jahre ZDF-Hitparade – Die Zugabe, in der er Mamy Blue sang. 2022 hat Stephan Geene das Buch Freiheit 71. Ricky Shayne, Musik und die Materialität des Nachkriegs veröffentlicht, das den Sänger im Kontext des Berliner Wiederaufbaus betrachtet.
Shayne starb im November 2024 nach langer Krankheit im Alter von 80 Jahren in Berlin. Auf eigenen Wunsch wurde sein Tod zunächst nicht öffentlich gemacht und erst im Juni 2025 von seiner ehemaligen Lebensgefährtin mitgeteilt.

## Songs
- 1967: Ich sprenge alle Ketten
- 1967: Heiss wie ein Vulkan
- 1968: Du bist zu schön, um allein zu sein
- 1968: Buona Notte, Maria
- 1969: Ich mache keine Komplimente
- 1969: Es wird ein Bettler zum König
- 1969: In Chicago (In the ghetto)
- 1970: Glück im Spiel
- 1971: In festen Händen
- 1971: Ginny, komm näher
- 1971: Mamy Blue
- 1972: Und ich bin nicht verloren
- 1972: Delta Queen
- 1974: Jeder Tag bringt mich näher zu dir
- 1984: A Chi
- 1989: Once I’m Gonna Stay Forever (Soundtrack zu Rivalen der Rennbahn)

## Diskografie
Alben (Auswahl)
- Shayne (Blues-LP)
- Mamy Blue (engl. Songs)
- Fantastic
- Bravo LP
- Ricky Shayne
- Heut ist Vollmond
- Star-Disco
- King Ricky

## Ehrungen
- Bronzener Bravo Otto (1968 und 1970)
- Goldener Löwe von Radio Luxemburg (1970)
- Silberner Bravo Otto (1972)